# Diplectrona cognata
Diplectrona cognata là một loài Trichoptera trong họ Hydropsychidae. Chúng phân bố ở miền Australasia.